# Drygulec
Drygulec is een plaats in het Poolse district  Opatowski, woiwodschap Święty Krzyż. De plaats maakt deel uit van de gemeente Wojciechowice en telt 375 inwoners.

## Verkeer en vervoer
- Station Drygulec